# أنديرس نيلسون (مخرج)
أنديرس نيلسون (بالسويدية: Anders Nilsson)‏ هو كاتب سيناريو ومنتج أفلام ومخرج ومخرج سويدي، ولد في 15 أغسطس 1963 في Kil, Värmland ‏ في السويد.

## وصلات خارجية
- أندرس نيلسون على موقع IMDb (الإنجليزية)
- أندرس نيلسون على موقع ألو سيني (الفرنسية)
- أندرس نيلسون على موقع أول موفي (الإنجليزية)
- أندرس نيلسون على موقع قاعدة بيانات الأفلام السويدية (السويدية)
- أندرس نيلسون على موقع قاعدة بيانات الفيلم (الإنجليزية)
- أندرس نيلسون على موقع كينوبويسك (الروسية)
- أندرس نيلسون على موقع كينوبويسك (الروسية)